# Route douanière de l'aéroport à Bâle
La route douanière de l'aéroport à Bâle, en allemand Flughafenstrasse, littéralement en français « route de l'aéroport », est une route reliant Bâle en Suisse à l'aéroport international de Bâle-Mulhouse-Fribourg situé en France. Située en territoire français, elle est, de par son statut, uniquement connectée au réseau routier suisse, ce qui fait sa particularité.

## Histoire

Vue aérienne de l'aéroport en 1953 avec la route douanière dans le haut de l'image, arrivant à l'aérogare par un virage et passant sous un pont.

Le statut de la route douanière a été établi par la « Convention franco-suisse relative à la construction et à l’exploitation de l’aéroport de Bâle-Mulhouse, à Blotzheim » conclue en 1949. La route a été inaugurée en 1953.

## Statut
L’aéroport et la route sont séparés par une clôture du reste du territoire douanier français. La route fait partie du secteur de l'aéroport affecté aux services suisses. Les autorités françaises et suisses assurent conjointement le contrôle de police sur cette route. Il n’y a pas de contrôle de police ni de douane à la frontière franco-suisse sur la route donnant accès à l’aéroport. Toutefois les deux gouvernements se réservent le droit de faire exercer un contrôle si des circonstances spéciales le justifient.

## Tracé
Connecté à la Route principale 12 et à l'autoroute A3, son parcours commence à quelques mètres de la frontière en Suisse. Elle longe l'autoroute française A35 pour arriver au bout d'un peu plus de trois kilomètres dans la zone aéroportuaire. Les franchissements avec le réseau routier français se font par trois ponts et une passerelle piétonne.

## Transports publics
La ligne 50 des BVB qui relie la gare de Bâle CFF à l'aéroport emprunte la route douanière. La ligne 3 du tramway de Bâle la franchit par un pont à Saint-Louis.